# 劉希伯
劉希伯（？—？），字懷泗，號默存，四川成都府內江縣人，明末政治人物。

## 生平
天啟元年（1621年）辛酉科四川乡试舉人，崇祯四年（1631年）辛未科进士，都察院观政，五年授中书舍人，十年考选河南道御史，十一年丁忧去职。曾弹劾洪承畴放纵秦寇入蜀。